# Achille Sacchi (patriota)
Achille Sacchi (Mantova, 1º luglio 1827 – Mantova, 17 marzo 1890) è stato un medico e patriota italiano.

## Biografia
Studente di medicina a Pavia, partecipò ai moti lombardi del 1848. Successivamente accorse alla difesa della Repubblica Romana, rimanendo ferito nella battaglia di Porta S.Pancrazio. 

Partecipò alla riunione del 2 novembre 1850, costitutiva del comitato rivoluzionario di Mantova. Sfuggì alla cattura rifugiandosi prima in Piemonte poi in Svizzera. 

Non giovandosi dell'amnistia austriaca si stabilì a Genova dove esercitava la professione medica in cooperazione con Agostino Bertani. Nel 1859 era tra i Cacciatori delle Alpi e nel 1860 raggiunse Garibaldi combattendo sul Volturno. 

Finalmente nel 1866, unitasi Mantova al Regno d'Italia, rientrò nella città natale dove lavorò per la diffusione delle idee democratiche e repubblicane federaliste. 
L'impegno politico negli enti pubblici mantovani, insieme alla sua professione di medico, lo portò ad occuparsi della pellagra che colpiva le masse contadine mantovane a causa di una dieta esclusivamente basata sul granoturco e a propugnare un più efficace e umano trattamento dei malati di mente.
Fra i figli avuti dalla moglie Elena Casati vi furono l'esploratore Maurizio Sacchi e le femministe Ada e Beatrice Sacchi.